# 峪阳河
峪阳河，位于中国广西壮族自治区崇左市龙州县东北部，是左江左岸支流，发源于龙州县金龙镇侵笔村，经百它地下河流向牌宗、崇德，到弄岗村流出地面，穿山洞向东流至峪阳村转东南流，于响水镇响水村汇入左江。河长45千米，平均比降4‰，流域面积477平方千米。峪阳河在河口附近从20米的悬崖落下，形成响水瀑布。